# Discografia de LMFAO
A discografia de LMFAO, um duo musical norte-americano de electro-hop, é composta por dois álbuns de estúdio, dois extended plays (EP) e quinze singles, incluindo oito como artista principal, cinco como artista convidado e dois promocionais. O grupo começou a sua carreira na cidade californiana de Los Angeles. Mais tarde assinaram um contrato de gravação com a editora discográfica Interscope Records.
Em 1 de Julho de 2008, foi lançado o seu primeiro EP, Party Rock EP, na iTunes Store americana, e subsequentemente, o seu álbum de estúdio de estreia de mesmo nome em 7 de Julho do mesmo ano. O álbum teve o seu pico na trigésima terceira colocação da tabela musical Billboard 200 e na terceira da tabela de música dance. Apesar de não ter sequer entrado na tabela musical do Canadá, recebeu o certificado de disco de ouro pela associação Canadian Recording Industry Association (CRIA), e vendeu 210 mil cópias nos EUA. O álbum gerou quatro singles. O primeiro, "I'm in Miami Bitch", lançado em Dezembro de 2008, foi a canção mais bem sucedida do álbum, tendo alcançado a quinquagésima primeira posição da Billboard Hot 100 e a trigésima sétima da Canadian Hot 100. O segundo, "La La La", teve um desempenho gráfico fraco, tendo se posicionado na quinquagésima quinta colocação nos EUA. O terceiro, "Shots", com participação do rapper Lil Jon, teve um desempenho gráfico pior do que os dois primeiros, mas teve boas vendas, recebendo o certificado de disco de platina pela CRIA. O quarto e último single de Party Rock, "Yes", atingiu a sextagésima oitava posição no Canadá, tendo mais tarde recebido disco de ouro no país.
Em 2010, o grupo fez uma participação no single "Gettin' Over You" do disc jockey (DJ) francês David Guetta. A canção foi um enorme êxito, se posicionando nas dez melhores colocações de onze países, incluindo o Reino Unido. Recebeu o certificado de dupla platina pela Australian Recording Industry Association (ARIA). Ainda no mesmo ano, a dupla começou a produção do segundo álbum de estúdio.
Em Junho de 2011, o grupo lançou o seu segundo álbum de estúdio, Sorry for Party Rocking. Após o lançamento, se posicionou no primeiro lugar da tabela de música dance americana por dez semanas consecutivas e se colocou nas dez melhores posições de álbuns em nove países. O álbum se tornou no primeiro do grupo a se posicionar nas cinco melhores posições da Billboard 200 e vendeu no seu total 549 200 cópias nos EUA. O primeiro single do álbum, "Party Rock Anthem", foi lançado em 25 Janeiro de 2011 e apresenta uma participação da cantora britânica Lauren Bennett e GoonRock como produtor musical. A canção é até agora a mais bem sucedida de suas carreiras, chegando ao número um nos Estados Unidos, no Canadá, e no Reino Unido, e em mais quinze países, além de ter se posicionado entre os dez primeiros em outras regiões. Recebeu o certificado de disco de platina por sete vezes pela Recording Industry Association of America (RIAA), tendo tornado-se numa das canções mais vendidas dos EUA. O segundo single de Sorry for Party Rocking, "Champagne Showers", foi lançado em Maio de 2011. Apresentando uma participação da cantora e compositora inglesa Natalia Kills, teve um desempenho gráfico menor que o primeiro, tendo atingido a nona colocação da Austrália e a oitava da Nova Zelândia. O terceiro single, "Sexy and I Know It", alcançou o número um nas tabelas musicais canadense, americana e australiana. O quarto single, "Sorry for Party Rocking", foi lançado mundialmente em Janeiro de 2012. A canção foi a menos bem sucedida do álbum, tendo posicionado-se na quadragésima nona colocação da Billboard Hot 100.

## Álbuns de estúdio
| Detalhes do Álbum                                                                                     | Melhores posições nas tabelas | Melhores posições nas tabelas | Melhores posições nas tabelas | Melhores posições nas tabelas | Melhores posições nas tabelas | Melhores posições nas tabelas | Melhores posições nas tabelas | Melhores posições nas tabelas | Melhores posições nas tabelas | Melhores posições nas tabelas | Vendas                                           | Certificações |
| Detalhes do Álbum                                                                                     | EUA                           | ALE                           | AUS                           | CAN                           | FRA                           | IRL                           | NZL                           | PRT                           | RU                            | SUI                           | Vendas                                           | Certificações |
| --- | ----------------------------- | ----------------------------- | ----------------------------- | ----------------------------- | ----------------------------- | ----------------------------- | ----------------------------- | ----------------------------- | ----------------------------- | ----------------------------- | ------------------------------------------------ | --- |
| Party Rock - 7 de Julho de 2009 - Interscope Records - CD, download digital                           | 33                            | —                             | —                             | —                             | 172                           | —                             | —                             | —                             | —                             | —                             | - EUA: 210 000                                   | - MC: Ouro |
| Sorry for Party Rocking - 17 de Junho de 2011 - Interscope Records - CD, download digital             | 5                             | 19                            | 2                             | 2                             | 8                             | 11                            | 2                             | 11                            | 8                             | 13                            | - Mundo: 1 700 000 - EUA: 808 900 - FRA: 210 000 | - ARIA: 3× Platina - MC: 2× Platina - AMPROFON: Platina - SNEP: Platina - RIAA: Ouro - RMNZ: Ouro - IRMA: Ouro - FIIF (SUI): Ouro |
| "—" denota itens que não conseguiram entrar nas tabelas musicais ou não foram lançados no território. |                               |                               |                               |                               |                               |                               |                               |                               |                               |                               |                                                  | |

## Extended plays
| Detalhes                                                                                               |
| --- |
| Party Rock EP - 1 de Julho de 2008 - Interscope Records - Download digital                             |
| Sorry for Party Rocking: The Remixes - 28 de Fevereiro de 2012 - Interscope Records - Download digital |

## Singles
| Ano                                                                                                   | Canção                                                              | Melhores posições nas tabelas | Melhores posições nas tabelas | Melhores posições nas tabelas | Melhores posições nas tabelas | Melhores posições nas tabelas | Melhores posições nas tabelas | Melhores posições nas tabelas | Melhores posições nas tabelas | Melhores posições nas tabelas | Melhores posições nas tabelas | Certificações | Álbum                   |
| Ano                                                                                                   | Canção                                                              | EUA                           | ALE                           | AUS                           | CAN                           | FRA                           | IRL                           | NZL                           | PB                            | RU                            | SUI                           | Certificações | Álbum                   |
| --- | ------------------------------------------------------------------- | ----------------------------- | ----------------------------- | ----------------------------- | ----------------------------- | ----------------------------- | ----------------------------- | ----------------------------- | ----------------------------- | ----------------------------- | ----------------------------- | --- | ----------------------- |
| 2008                                                                                                  | "I'm in Miami Bitch"                                                | 51                            | 27                            | 37                            | —                             | —                             | —                             | —                             | —                             | 86                            | —                             | - ARIA: Ouro - MC: Platina | Party Rock              |
| 2009                                                                                                  | "La La La"                                                          | 55                            | —                             | —                             | —                             | —                             | —                             | —                             | —                             | —                             | —                             | | Party Rock              |
| 2009                                                                                                  | "Shots" (com participação de Lil Jon)                               | 68                            | 77                            | 53                            | —                             | —                             | —                             | —                             | —                             | —                             | —                             | - RIAA: 2× Platina - MC: Platina | Party Rock              |
| 2009                                                                                                  | "Yes"                                                               | —                             | —                             | 68                            | —                             | —                             | —                             | —                             | —                             | —                             | —                             | - RIAA: Ouro - MC: Ouro | Party Rock              |
| 2011                                                                                                  | "Party Rock Anthem" (com participação de Lauren Bennett e GoonRock) | 1                             | 1                             | 1                             | 1                             | 1                             | 1                             | 6                             | 1                             | 1                             | 1                             | - ARIA: 12× Platina - RIAA: 7× Platina - MC: 6× Platina - RMNZ: 4× Platina - FIIF (SUI): 2× Platina - BVMI: Platina - SNEP: Platina | Sorry for Party Rocking |
| 2011                                                                                                  | "Champagne Showers" (com participação de Natalia Kills)             | —                             | 9                             | 53                            | 12                            | 41                            | 15                            | —                             | 8                             | 56                            | 32                            | - ARIA: 3× Platina - MC: Ouro - FIIF (SUI): Ouro                                                                                    | Sorry for Party Rocking |
| 2011                                                                                                  | "Sexy and I Know It"                                                | 1                             | 1                             | 1                             | 3                             | 8                             | 4                             | 7                             | 1                             | 7                             | 5                             | - ARIA: 9× Platina - RIAA: 5× Platina - MC: 2× Platina - RMNZ: 2× Platina - FIIF (SUI): 2× Platina - BVMI: Ouro                     | Sorry for Party Rocking |
| 2012                                                                                                  | "Sorry for Party Rocking"                                           | 49                            | 32                            | 31                            | 16                            | —                             | 18                            | 35                            | 27                            | 43                            | 23                            | - ARIA: Platina - RIAA: Ouro - FIIF (SUI): Ouro                                                                                     | Sorry for Party Rocking |
| "—" denota itens que não conseguiram entrar nas tabelas musicais ou não foram lançados no território. |                                                                     |                               |                               |                               |                               |                               |                               |                               |                               |                               |                               | |                         |

### Como artista convidado
| Ano                                                                                                   | Canção                                                                                            | Melhores posições nas tabelas | Melhores posições nas tabelas | Melhores posições nas tabelas | Melhores posições nas tabelas | Melhores posições nas tabelas | Melhores posições nas tabelas | Melhores posições nas tabelas | Melhores posições nas tabelas | Melhores posições nas tabelas | Melhores posições nas tabelas | Certificações                                                | Álbum                |
| Ano                                                                                                   | Canção                                                                                            | EUA                           | ALE                           | AUS                           | CAN                           | FRA                           | IRL                           | PB                            | NZL                           | RU                            | SUI                           | Certificações                                                | Álbum                |
| --- | ------------------------------------------------------------------------------------------------- | ----------------------------- | ----------------------------- | ----------------------------- | ----------------------------- | ----------------------------- | ----------------------------- | ----------------------------- | ----------------------------- | ----------------------------- | ----------------------------- | ------------------------------------------------------------ | -------------------- |
| 2008                                                                                                  | "Shooting Star (Party Rock Remix)" (David Rush com participação de Kevin Rudolf, LMFAO e Pitbull) | —                             | —                             | 66                            | —                             | —                             | —                             | —                             | —                             | —                             | —                             |                                                              | Feel the Rush Vol. 1 |
| 2010                                                                                                  | "Outta Your Mind" (Lil Jon com participação de LMFAO)                                             | 84                            | —                             | —                             | —                             | —                             | —                             | —                             | —                             | —                             | —                             |                                                              | Crunk Rock           |
| 2010                                                                                                  | Gettin' Over You" (David Guetta e Chris Willis com participação de Fergie e LMFAO)                | 31                            | 5                             | 12                            | 1                             | 15                            | 4                             | 21                            | 3                             | 1                             | 11                            | - ARIA: 2× Platina - RMNZ: Platina - BVMI: Ouro - BPI: Prata | One More Love        |
| 2010                                                                                                  | "Sine Language" (The Crystal Method com participação de LMFAO)                                    | —                             | —                             | —                             | —                             | —                             | —                             | —                             | —                             | —                             | —                             |                                                              | Divided by Night     |
| 2012                                                                                                  | "Livin' My Love" (Steve Aoki com participação de LMFAO & Nervo)                                   | —                             | —                             | 68                            | —                             | —                             | —                             | —                             | —                             | —                             | —                             |                                                              | Wonderland           |
| 2012                                                                                                  | "Drink" (Lil Jon com participação de LMFAO)                                                       | 102                           | —                             | —                             | —                             | —                             | —                             | —                             | —                             | —                             | —                             |                                                              | Party Animal         |
| "—" denota itens que não conseguiram entrar nas tabelas musicais ou não foram lançados no território. |                                                                                                   |                               |                               |                               |                               |                               |                               |                               |                               |                               |                               |                                                              |                      |

### Outras canções que entraram nas tabelas musicais
| Ano  | Canção      | Melhores posições nas tabelas | Álbum                   |
| Ano  | Canção      | RU                            | Álbum                   |
| ---- | ----------- | ----------------------------- | ----------------------- |
| 2009 | "Get Crazy" | —                             | Party Rock              |
| 2011 | "One Day"   | 104                           | Sorry for Party Rocking |

## Participações em álbuns
| Ano  | Canção                                                                                                 | Álbum               |
| ---- | --- | ------------------- |
| 2008 | "Release Me (Party Remix)" (Agnes com participação de LFMAO)                                           | Release Me          |
| 2008 | "This Is My Life" (Hyper Crush com participação de LFMAO)                                              | The Arcade          |
| 2009 | "Falling Down (Remix)" (Space Cowboy & Chelsea Korka com participação de LFMAO)                        | Digital Rock Star   |
| 2010 | "Sucks To Be You" (Clinton Sparks com participação de JoJo e LFMAO)                                    | My Awesome Mixtape  |
| 2010 | "I Can't Dance" (Simon Rex com participação de LFMAO)                                                  | Nasty As I Wanna Be |
| 2012 | "Give Me All Your Luvin' (Party Rock Remix)" (Madonna com participação de Nicki Minaj, M.I.A. e LFMAO) | MDNA                |